# Юозас Науяліс
Юозас Науяліс (лит. Juozas Naujalis; 9 квітня 1869, село Раудондваріс (нині Каунаський район) — 9 вересня 1934, Каунас) — литовський композитор і органіст, хоровий диригент, музичний педагог; один з основоположників литовської професійної музики, іменується патріархом литовської музики.

## Біографія

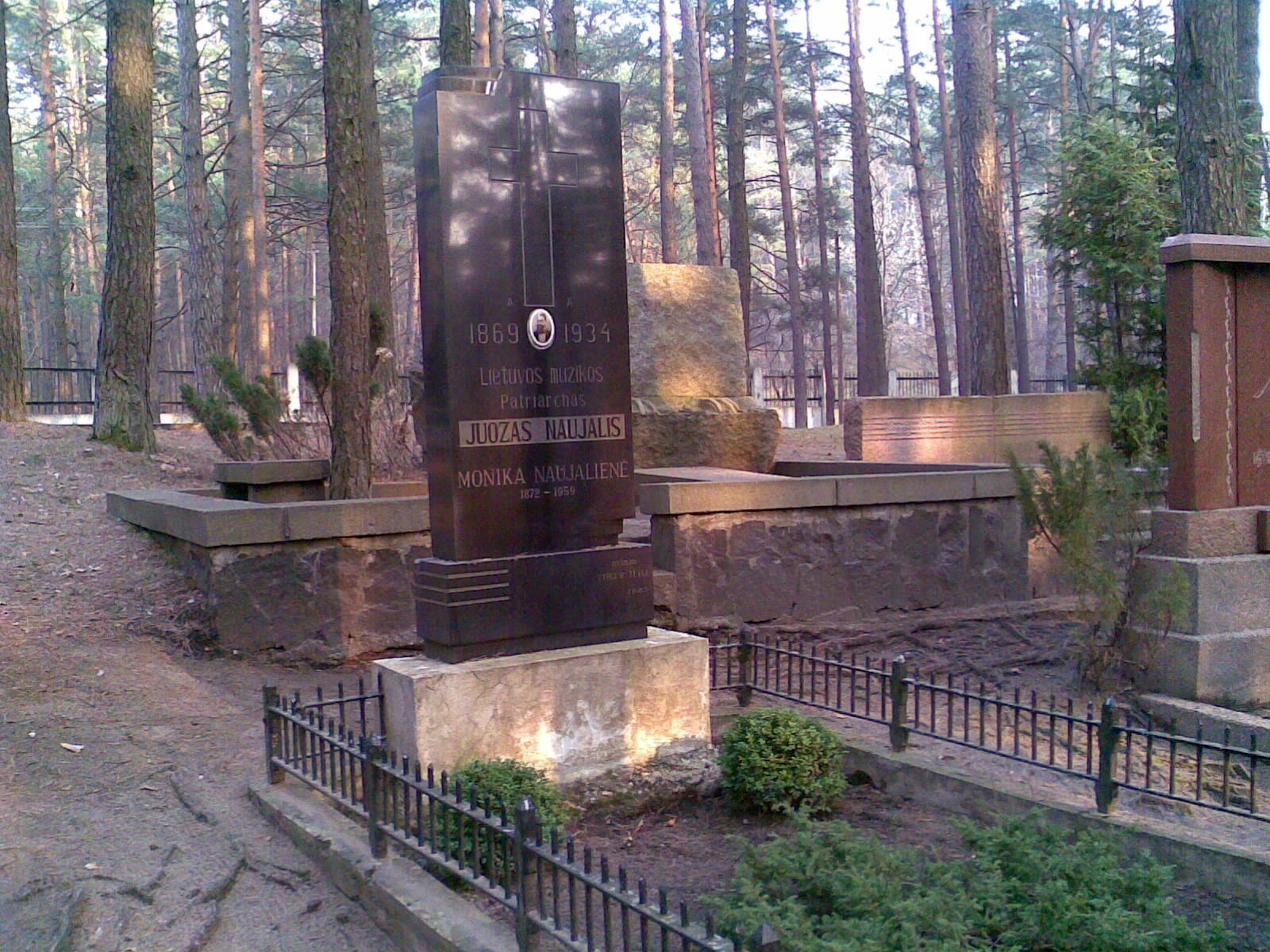
Могила Юозаса Науяліса

Закінчив Варшавський музичний інститут по класу органа (1884-1889), потім протягом року навчався в класі композиції у З. Носковского (1889-1890). З 1890 року працював органістом у різних місцях Литви (Вабальнінкас, Ретавас), в 1892-1934 — в Ковно (в архикатедральному соборі). Близько 1892 відкрив у Ковно приватні курси для органістів та хорових диригентів, де й викладав. Організував таємний литовський хор «Дайна» в Ковно (1899).
У 1905 став засновником першого легальної литовської книгарні та музичного видавництва, що діяли в Ковно до 1912. Видавав перший литовський музичний журнал «Варгонінінкас» («Органіст»; 1909-1910). Був засновником школи органістів, спільноти органістів.
У 1919 році відкрив у Каунасі приватну музичну школу, що в 1920 стала державною, а в 1933 була перетворена в консерваторію. Викладав у ній (директор в 1920-1927; з 1933 професор). Викладав хорові дисципліни в Каунаській духовній семінарії.
Виступав з концертами як органіст, піаніст і хоровий диригент у Литві та США (1922). Один з організаторів і диригентів перших свят пісні в Литві в 1924, 1928 і 1930.
До учнів Науяліса відносяться Стасіс Шімкус, Александрас Качанаускас, Юлюс Штарка.
Похований на Петрашунському цвинтарі в Каунасі.

## Творчість
Автор інструментальних п'єс, прелюдій, кантат, мотетов, 13 мес і інших творів церковної музики, сольних та хорових пісень, 12 тріо для органу та інших творів. Обробляв для хорового виконання литовські народні пісні. До основних творів належать пісні для хору («Литва, дорога», «Де тече Шешупе», «Весна», «Літні ночі», «Пісні молоді», в основному на вірші Майроніса), симфонічна поема «Осінь» (близько 1930), п'єса для струнного квартету «Мрія» (близько 1921). Твори церковної музики, складені Науялісом, видавалися в Польщі, Німеччині, Франції.

## Нагороди та визнання
- Нагороджений італійським Орденом Корони ступеня командор (1928, за заслуги в складанні церковної музики);
- Орденами Гядімінаса III ступеня (1930) і II ступеня (1931).

Ім'я композитора носить музична гімназія в Каунасі (Kauno apskrities Juozo Naujalio muzikos gimnazija). На батьківщині композитора поруч з колишньою його садибою поруч з костелом в 1994 встановлено пам'ятник з шліфованого граніту висотою 3,1 м (архітектор Ґядимінас Баравікас, скульптор Ляонас Жукліс) і діє меморіальний музей.